# Eredivisie (mannenhandbal) 2006/07
De AfAB Eredivisie is de hoogste afdeling van het Nederlandse handbal bij de heren op landelijk niveau. In het seizoen 2006/2007 werd KRAS/Volendam landskampioen. Huizenplaats.nl/Hurry-Up degradeerde naar de Eerste divisie.

## Opzet
Eerst speelden de twaalf ploegen een reguliere competitie, de nummers een tot en met acht van deze reguliere competitie speelden in de kampioenspoule. In de eerste ronde van de kampioenspoule speelden de ploegen in twee verdeelde poules een hele competitie. De nummers een en twee van de twee poules speelden in kruisfinales voor een plek in de Best of Three-serie. De winnaar van deze serie is de landskampioen van Nederland. De nummers negen tot en met twaalf van de reguliere competitie speelden in de degradatiepoule. De laagst geklasseerde ploeg in de degradatiepoule degradeerde rechtstreeks naar de eerste divisie. De een na laatste speelde een wedstrijd tegen de winnaar van het periodekampioenschap van de eerste divisie, om één plaats in de eredivisie.

## Teams
| Club                     | Plaats     | Provincie     | Trainers        | Hal              |
| ------------------------ | ---------- | ------------- | --------------- | ---------------- |
| FIQAS/Aalsmeer           | Aalsmeer   | Noord-Holland | Willem Geleijn  | De Bloemhof      |
| BouwCoach/Bevo HC        | Panningen  | Limburg       | Robert Nijdam   | BouwCoach hallen |
| Budé/BFC                 | Beek       | Limburg       | Gerrit Stavast  | De Haamen        |
| Rabobank/E&O             | Emmen      | Drenthe       | Paul van Gestel | Harwig Arena     |
| Hellas                   | Den Haag   | Zuid-Holland  | Björn Budding   | Hellashal        |
| Huizenplaats.nl/Hurry-Up | Zwartemeer | Drenthe       | Axel Mensing    | De Eendracht     |
| Venus/Nieuwegein         | Nieuwegein | Utrecht       | Oleg Boiko      | Galecop          |
| Van der Voort Quintus    | Kwintsheul | Zuid-Holland  | René Zwinkels   | Van der Voorthal |
| Sittardia                | Sittard    | Limburg       | Maurice Canton  | Stadssporthal    |
| RED-RAG/Tachos           | Waalwijk   | Noord-Brabant | Piotr Konitz    | Taxandriahal     |
| Flexpoint/V&L            | Geleen     | Limburg       | Goran Vukcevic  | Glanerbrook      |
| KRAS/Volendam            | Volendam   | Noord-Holland | Peter Portengen | De Seinpaal      |

## Reguliere competitie
| Pos | Club                     | Wed | W  | G | V  | Ptn | DV  | DT  | +/−  | Opmerking                           |
| --- | ------------------------ | --- | -- | - | -- | --- | --- | --- | ---- | ----------------------------------- |
| 1   | KRAS/Volendam            | 22  | 21 | 0 | 1  | 42  | 728 | 516 | +212 | Gekwalificeerd voor kampioenspoule  |
| 2   | BouwCoach/Bevo HC        | 22  | 16 | 1 | 5  | 33  | 626 | 552 | +74  | Gekwalificeerd voor kampioenspoule  |
| 3   | Hellas                   | 22  | 14 | 1 | 7  | 29  | 673 | 605 | +68  | Gekwalificeerd voor kampioenspoule  |
| 4   | Sittardia                | 22  | 13 | 3 | 6  | 29  | 596 | 543 | +53  | Gekwalificeerd voor kampioenspoule  |
| 5   | Budé/BFC                 | 22  | 14 | 0 | 8  | 28  | 584 | 585 | −1   | Gekwalificeerd voor kampioenspoule  |
| 6   | FIQAS/Aalsmeer           | 22  | 12 | 2 | 8  | 26  | 643 | 563 | +80  | Gekwalificeerd voor kampioenspoule  |
| 7   | RED-RAG/Tachos           | 22  | 9  | 3 | 10 | 21  | 576 | 580 | −4   | Gekwalificeerd voor kampioenspoule  |
| 8   | Rabobank/E&O             | 22  | 9  | 0 | 13 | 18  | 573 | 632 | −59  | Gekwalificeerd voor kampioenspoule  |
| 9   | Flexpoint/V&L            | 22  | 5  | 1 | 16 | 11  | 529 | 606 | −77  | Gekwalificeerd voor degradatiepoule |
| 10  | van der Voort Quintus    | 22  | 4  | 1 | 17 | 9   | 577 | 667 | −90  | Gekwalificeerd voor degradatiepoule |
| 11  | Venus/Nieuwegein         | 22  | 4  | 1 | 17 | 9   | 574 | 688 | −114 | Gekwalificeerd voor degradatiepoule |
| 12  | Huizenplaats.nl/Hurry-Up | 22  | 4  | 1 | 17 | 9   | 507 | 649 | −142 | Gekwalificeerd voor degradatiepoule |

## Nacompetitie

### Degradatiepoule
| Pos | Club                     | Opmerking                                                     |
| --- | ------------------------ | ------------------------------------------------------------- |
| 1   | Van der Voort/Quintus    |                                                               |
| 2   | Flexpoint/V&L            |                                                               |
| 3   | Venus/Nieuwegein         | Best of two tegen winnaar periodekampioenschap eerste divisie |
| 4   | Huizenplaats.nl/Hurry-Up | Directe degradatie naar eerste divisie                        |

### Kampioenspoule

#### 1e ronde

##### Kampioensgroep A
| Pos | Club          | Wed | Ptn | Opmerking                        |
| --- | ------------- | --- | --- | -------------------------------- |
| 1   | KRAS/Volendam | 6   | 14  | Geplaatst voor 2e ronde Play-Off |
| 2   | Sittardia     | 6   | 10  | Geplaatst voor 2e ronde Play-Off |
| 3   | Rabobank/E&O  | 6   | 5   |                                  |
| 4   | Budé/BFC      | 6   | 5   |                                  |

##### Kampioensgroep B
| Pos | Club              | Wed | Ptn | Opmerking                        |
| --- | ----------------- | --- | --- | -------------------------------- |
| 1   | BouwCoach/Bevo HC | 6   | 15  | Geplaatst voor 2e ronde Play-Off |
| 2   | Hellas            | 6   | 8   | Geplaatst voor 2e ronde Play-Off |
| 3   | FIQAS/Aalsmeer    | 6   | 8   |                                  |
| 4   | RED-REG/Tachos    | 6   | 3   |                                  |

#### 2e ronde
| 28 april 2007 | Sittardia | 27 - 26 | BouwCoach/Bevo HC |

| 6 mei 2007 | BouwCoach/Bevo HC | 27 - 28 | Sittardia |

| 29 april 2007 | Hellas | 28 - 27 | KRAS/Volendam |

| 29 april 2007 | KRAS/Volendam | 26 - 21 | Hellas |

## Best of Three
| 12 mei 2007 15:00 | KRAS/Volendam | 19 - 26 | Sittardia | Opperdam, Volendam |
| 12 mei 2007 15:00 |               |         |           | Opperdam, Volendam |
| 12 mei 2007 15:00 |               |         |           | Opperdam, Volendam |

| 20 mei 2007 15:00 | Sittardia | 24 - 27 | KRAS/Volendam | Stadssporthal, Sittard |
| 20 mei 2007 15:00 |           |         |               | Stadssporthal, Sittard |
| 20 mei 2007 15:00 |           |         |               | Stadssporthal, Sittard |

| 26 mei 2007 15:00 | KRAS/Volendam | 23 - 17 | Sittardia | Opperdam, Volendam |
| 26 mei 2007 15:00 |               |         |           | Opperdam, Volendam |
| 26 mei 2007 15:00 |               |         |           | Opperdam, Volendam |

## Beste handballers van het jaar
In de verkiezing handballer en handbalster van het jaar werden de volgende prijzen verdeeld:
| Categorie     | Winnaar         | Club          |
| ------------- | --------------- | ------------- |
| Beste speler  | Marco Beers     | KRAS/Volendam |
| Beste keeper  | Björn Alberts   | Sittardia     |
| Beste trainer | Peter Portengen | KRAS/Volendam |
| Talent        | Léon van Schie  | Hellas        |